# Liste der FFH-Gebiete im Landkreis Pfaffenhofen an der Ilm
Die Liste der FFH-Gebiete im Landkreis Pfaffenhofen an der Ilm zeigt die FFH-Gebiete des oberbayerischen Landkreises Pfaffenhofen an der Ilm in Bayern. Teilweise überschneiden sie sich mit bestehenden Natur-, Landschaftsschutz- und EU-Vogelschutzgebieten.
Im Landkreis befinden sich sechs und zum Teil mit anderen Landkreisen überlappende FFH-Gebiete.
| Donauauen zwischen Ingolstadt und Weltenburg        |    | 7136-304 WDPA: 555521826 | Landkreis Eichstätt, Ingolstadt, Landkreis Pfaffenhofen an der Ilm                               | auch in Landkreis Kelheim | ⊙ | 2.766,00 |  |
| Donaumoosbäche, Zucheringer Wörth und Brucker Forst | BW | 7233-373 WDPA: 555521859 | Ingolstadt, Landkreis Neuburg-Schrobenhausen, Landkreis Aichach-Friedberg                        | auch in Landkreis Pfaffenhofen an der Ilm | ⊙ | 947,29   |  |
| Feilenmoos mit Nöttinger Viehweide                  |    | 7335-371 WDPA: 555521902 | Landkreis Pfaffenhofen an der Ilm                                                                | siehe: Feilenmoos, Nöttinger Heide | ⊙ | 870,41   |  |
| Mausohrkolonien im Unterbayerischen Hügelland       |    | 7839-371 WDPA: 555522045 | Landkreis Erding, Landkreis Mühldorf am Inn, Landkreis Pfaffenhofen an der Ilm                   | Mausohrkolonien in 7 Kirchen in 7 Landkreisen: Zeilarn (PAN), Frichlkofen (DGF), Trostberg (TS), Gars/Inn (MÜ), Scheyarn (PAF), Hohenwart (AÖ), Schwindkirchen (ED). | ⊙ | 0,00     |  |
| Oberstimmer Schacht                                 | BW | 7234-371 WDPA: 555521860 | Landkreis Pfaffenhofen an der Ilm                                                                | | ⊙ | 18,82    |  |
| Paar und Ecknach                                    |    | 7433-371 WDPA: 555521932 | Landkreis Neuburg-Schrobenhausen, Landkreis Pfaffenhofen an der Ilm, Landkreis Aichach-Friedberg | | ⊙ | 2.970,22 |  |
| Legende für Fauna-Flora-Habitat                     |    |                          |                                                                                                  | |   |          |  |

## Einzelnachweis
1. ↑  BfN, Natura 2000, FFH-Gebiet 7839-371

- Karte mit allen Koordinaten:
- OSM |
- WikiMap